# Droga wojewódzka 803
Die Droga wojewódzka 803 (DW 803) ist eine 41 Kilometer lange Droga wojewódzka (Woiwodschaftsstraße) in der polnischen Woiwodschaft Masowien und der Woiwodschaft Lublin, die Siedlce mit Stoczek Łukowski verbindet. Die Strecke liegt in der kreisfreien Stadt Siedlce, im Powiat Siedlecki und im Powiat Łukowski.

## Streckenverlauf
Woiwodschaft Masowien, Kreisfreie Stadt Siedlce
-  Siedlce (DK 2, DK 63, DW 698)

Woiwodschaft Masowien, Powiat Siedlecki
-  Żelków-Kolonia (DK 2)
- Dąbrówka-Ług
- Skórzec
- Grala-Dąbrowizna
- Żebrak
- Ruda Wolińska
- Oleśnica
- Wodynie
- Łomnica
-  Seroczyn (DW 802)
- Kołodziąż

Woiwodschaft Masowien, Powiat Łukowski
-  Stoczek Łukowski (DK 76)